# Doenças hipertensivas da gravidez
Doença hipertensiva da gravidez, também conhecida como transtorno hipertensivo materno, é um grupo de distúrbios de pressão alta que inclui pré-eclâmpsia, pré-eclâmpsia sobreposta à hipertensão crônica, hipertensão gestacional e hipertensão crônica.
Os transtornos hipertensivos maternos ocorreram em cerca de 20,7 milhões de mulheres em 2013. Cerca de 10% das gestações no mundo são complicadas por doenças hipertensivas. Nos Estados Unidos, a doença hipertensiva da gravidez afeta cerca de 8% a 13% das gestações. As taxas aumentaram no mundo em desenvolvimento. Resultaram em 29.000 mortes em 2013, contra 37.000 mortes em 1990. Elas são uma das três principais causas de morte na gravidez (16%), juntamente com hemorragia pós-parto (13%) e infecções puerperais (2%).
Transtornos hipertensivos durante a gravidez, como hipertensão gestacional, pré-eclâmpsia e eclâmpsia, são um importante fator de morbidade e mortalidade materna e fetal em escala mundial. Cerca de 5–10% das gestações são afetadas por essas condições, sendo a pré-eclâmpsia responsável por até 14% das mortes maternas globalmente. Os efeitos da doença hipertensiva da gravidez (DHG) são significativos, mas ainda há uma compreensão limitada de suas causas. Estudos mostram interconexão de elementos genéticos, imunológicos e ambientais. A identificação precisa de fatores de risco tem sido dificultada pela natureza variada dos transtornos hipertensivos da gravidez. Todos os tipos de DHG podem ser causados por diferentes fatores e ocorrer de maneiras irregulares.

## Sinais e sintomas
Embora muitas gestantes com hipertensão tenham bebês saudáveis sem problemas graves, a pressão alta pode ser perigosa tanto para a mãe quanto para o bebê. Mulheres com hipertensão pré-existente ou crônica têm mais chance de complicações durante a gravidez do que aquelas com pressão normal. No entanto, algumas desenvolvem pressão alta apenas durante a gestação (frequentemente chamada de hipertensão gestacional).
Hipertensão crônica mal controlada antes e durante a gestação coloca a gestante e o bebê em risco. Está associada a complicações maternas como pré-eclâmpsia, descolamento prematuro de placenta e diabetes gestacional. Também aumenta o risco de desfechos ruins no parto, como parto prematuro, bebê pequeno para a idade gestacional e morte neonatal.

## Fatores de risco
Algumas mulheres têm maior risco de desenvolver hipertensão durante a gravidez. São elas:
- Mulheres com hipertensão crônica (pressão alta antes de engravidar).
- Mulheres que tiveram hipertensão ou pré-eclâmpsia em gestações anteriores, especialmente se ocorreu cedo na gestação.
- Mulheres obesas antes da gravidez.
- Gestantes com menos de 15 anos ou mais de 30 anos.[9]
- Mulheres grávidas de gêmeos ou múltiplos.
- Mulheres com diabetes, doença renal, artrite reumatoide, lúpus ou esclerodermia.[7]

## Diagnóstico
Não há um único exame que preveja ou diagnostique a pré-eclâmpsia. Os sinais principais são aumento da pressão arterial e presença de proteína na urina (proteinúria). Outros sintomas associados incluem dores de cabeça persistentes, visão turva ou sensibilidade à luz e dor abdominal.
Outros distúrbios podem causar esses sintomas, que também podem ocorrer em gestações saudáveis. Consultas regulares são agendadas para acompanhar pressão arterial e proteína na urina, solicitar exames de sangue que detectem sinais de pré-eclâmpsia e monitorar mais de perto o desenvolvimento fetal.

### Classificação
Uma classificação dos transtornos hipertensivos da gravidez utiliza 4 categorias, conforme recomendado pelo U.S. National High Blood Pressure Education Program Working Group on High Blood Pressure in Pregnancy:
1. Hipertensão crônica;
2. Pré-eclâmpsia-eclâmpsia;
3. Pré-eclâmpsia sobreposta à hipertensão crônica;
4. Hipertensão gestacional (hipertensão transitória da gravidez ou hipertensão crônica identificada na segunda metade da gestação).

Essa terminologia é preferida ao termo mais antigo, mas amplamente usado, hipertensão induzida pela gravidez (HIG), por ser mais precisa. A terminologia atual reflete simplesmente a relação da gravidez com o início ou primeira detecção da hipertensão; a questão da causalidade, embora patogeneticamente relevante, não é o ponto principal para a prática clínica. Essa classificação trata a Síndrome HELLP como um tipo de pré-eclâmpsia, e não como entidade separada.

### Hipertensão crônica
Hipertensão crônica é um tipo de pressão alta em gestante que já existia antes da concepção, diagnosticada no início da gravidez ou que persiste após o término da gestação. Afeta cerca de 5% de todas as gestações e pode ser um distúrbio primário (hipertensão essencial) ou secundário a outra condição; não é causada pela gestação em si.
O critério diagnóstico geralmente é pelo menos duas medidas de pressão arterial, com intervalo mínimo de quatro horas, mostrando pressão sistólica ≥ 140 mmHg, diastólica ≥ 90 mmHg, ou ambas, identificadas antes da gestação, antes das 20 semanas ou persistindo por pelo menos 12 semanas após o parto. Porém, há debate sobre a adoção de limiares mais baixos, em consonância com recomendações recentes do American College of Cardiology e da American Heart Association para hipertensão em adultos. A hipertensão crônica na gravidez é classificada como leve se não ultrapassa 159/109 mmHg e grave se ≥ 160/110 mmHg, embora também haja controvérsia sobre os melhores pontos de corte.
Como a hipertensão crônica pode evoluir para formas mais graves, é importante diagnosticá-la cedo, de preferência antes da gestação, e iniciar manejo adequado para controlar a pressão. Isso muitas vezes é difícil, já que muitas mulheres em idade reprodutiva não consultam regularmente e podem iniciar o pré-natal apenas no segundo trimestre.

### Pré-eclâmpsia e eclâmpsia
Pré-eclâmpsia é uma condição médica que geralmente se desenvolve após 20 semanas de gestação e envolve aumento recente da pressão arterial (> 140/90 mmHg) e proteinúria.
A pré-eclâmpsia é uma das principais causas de complicações fetais, incluindo baixo peso ao nascer, parto prematuro e morte fetal. Mulheres com pré-eclâmpsia são estimuladas a realizar o parto após 37 semanas de gestação para reduzir os riscos de complicações graves.
A pré-eclâmpsia, tipo mais grave da DHG, é foco de extensa pesquisa científica. É geralmente caracterizada por hipertensão e, frequentemente, proteinúria após a 20ª semana de gravidez, sendo atribuída a crescimento placentário anormal, disfunção endotelial e inflamação. Porém, a ordem desses eventos ainda é debatida, dificultando estratégias de tratamento direcionado. Além disso, medidas preventivas são atrasadas, pois os critérios diagnósticos só se manifestam no segundo ou terceiro trimestre.
Estudos recentes identificaram biomarcadores importantes ligados à DHG, como o fator de crescimento placentário. Níveis alterados desse e de outros fatores angiogênicos têm mostrado potencial em prever a pré-eclâmpsia, permitindo intervenções mais precoces. Pesquisadores também investigam fatores de estilo de vida, como dieta e atividade física, em relação à redução do risco, embora sem conclusões definitivas.
A pré-eclâmpsia também pode ser diagnosticada se a gestante apresentar hipertensão e um ou mais sinais de dano significativo a órgãos. Entre eles:
- Pressão arterial severamente elevada (> 160/110 mmHg)
- Trombocitopenia
- Aumento ou rápida elevação da creatinina no sangue
- Aumento de enzimas hepáticas
- Edema pulmonar
- Dores de cabeça persistentes e resistentes a analgésicos
- Visão turva ou alterada

Se uma mulher com pré-eclâmpsia apresentar algum desses sinais de dano significativo a órgãos, então sua condição é classificada como pré-eclâmpsia com características graves. Esse diagnóstico pode ser feito mesmo que a paciente não apresente proteinúria. Mulheres com pré-eclâmpsia com características graves são encorajadas a realizar o parto após 34 semanas de gestação para minimizar os riscos de complicações graves.
A pré-eclâmpsia também pode se manifestar com convulsões na gestante. Nesse caso, a paciente seria diagnosticada com eclâmpsia.
Não há maneira comprovada de prevenir a pré-eclâmpsia/eclâmpsia. A maioria das mulheres que desenvolvem sinais de pré-eclâmpsia, no entanto, é monitorada de perto para reduzir ou evitar problemas relacionados. A única forma de "curar" a pré-eclâmpsia/eclâmpsia é realizar o parto ou o aborto do bebê.

#### Eclâmpsia
A eclâmpsia é uma forma particularmente preocupante de pré-eclâmpsia em que uma gestante que previamente apresentava sinais de aumento recente da pressão arterial começa a ter novas convulsões generalizadas ou coma. Até 70% das pacientes com eclâmpsia apresentam complicações associadas à gestação. Essas complicações podem incluir a síndrome HELLP, lesão renal aguda e coagulação intravascular disseminada, entre outras.

#### Síndrome HELLP
A síndrome HELLP é um tipo de pré-eclâmpsia com características graves que envolve aumento da hemólise, aumento das enzimas hepáticas e baixos níveis de plaquetas. Embora a maioria das mulheres com síndrome HELLP apresente pressão alta e proteinúria, até 20% dos casos não apresentam esses sinais clássicos de pré-eclâmpsia. No entanto, assim como a pré-eclâmpsia, a síndrome HELLP também pode levar a baixo peso ao nascer e parto prematuro do feto/neonato. A síndrome HELLP apresenta uma taxa de mortalidade fetal/neonatal de 7 a 20%.

### Pré-eclâmpsia sobreposta à hipertensão crônica
A pré-eclâmpsia sobreposta à hipertensão crônica ocorre quando uma gestante com hipertensão crônica desenvolve sinais de pré-eclâmpsia, tipicamente definidos como início de proteinúria ≥30 mg/dL (1+ no teste da fita) em pelo menos duas amostras de urina coletadas com intervalo ≥4 h (mas dentro de 7 dias) ou 0,3 g em um período de 24 horas. Assim como na pré-eclâmpsia comum, a sobreposição pode ocorrer com características graves, definidas como: pressão arterial sistólica ≥160 mmHg ou pressão diastólica ≥110 mmHg apesar da intensificação do tratamento anti-hipertensivo; trombocitopenia (contagem de plaquetas <100.000/microL); disfunção hepática; insuficiência renal nova ou em piora; edema pulmonar; ou distúrbios cerebrais ou visuais persistentes. Assim, a pré-eclâmpsia sobreposta pode ser diagnosticada sem proteinúria quando um aumento súbito da pressão previamente controlada está acompanhado de características graves.

### Hipertensão gestacional
A hipertensão gestacional é um diagnóstico provisório que envolve o aumento recente da pressão arterial em uma gestante, geralmente após 20 semanas de gestação, mas sem sinais atuais de proteinúria ou outras características associadas à pré-eclâmpsia. Até 50% das pacientes com hipertensão gestacional evoluem para algum tipo de pré-eclâmpsia.
A hipertensão gestacional normalmente se resolve até 12 semanas após o parto. Nesse caso, o diagnóstico é atualizado para hipertensão transitória da gestação. Se a pressão elevada não se resolver até 12 semanas após o parto, o diagnóstico é atualizado para hipertensão crônica. Medições domiciliares de pressão arterial foram documentadas como uma possível forma de melhorar as taxas de detecção precoce de hipertensão em pacientes no pós-parto.

## Prevenção
O controle da pressão arterial pode ser realizado antes da gestação. Medicamentos podem controlar a pressão. Certos medicamentos podem não ser ideais durante a gestação, como os inibidores da enzima conversora de angiotensina (ECA) e antagonistas do receptor de angiotensina II (AII). Controlar o ganho de peso durante a gestação pode ajudar a reduzir o risco de hipertensão durante a gravidez.
Há evidências limitadas de que a suplementação de cálcio pode reduzir o risco de pré-eclâmpsia ou natimorto, mas não está claro se possui outros benefícios.
As pesquisas atuais estão focadas em aprimorar a identificação precoce, explorar fatores genéticos e ambientais e criar novas terapias. Melhorar os resultados maternos e fetais globalmente poderia ser muito beneficiado ao abordar essas disparidades nas doenças hipertensivas da gestação (DHG).

## Manejo
A única forma de tratar definitivamente uma doença hipertensiva da gestação (isto é, pré-eclâmpsia/eclâmpsia, hipertensão gestacional etc.) é realizar o parto. Isso previne o desenvolvimento de novas complicações tanto na mãe quanto no feto. Portanto, a primeira abordagem no manejo dessas condições é considerar a indução do parto prematuro. O momento exato para induzir depende da gravidade dos sintomas, bem como da condição clínica da mãe e do feto. Em geral, em mães com pré-eclâmpsia, o parto é induzido quando a idade gestacional é >37 semanas. Em pacientes com pré-eclâmpsia com características graves ou eclâmpsia, o parto é induzido quando a idade gestacional é >34 semanas. Em pacientes com hipertensão gestacional sem outros sinais de gravidade, o parto é geralmente induzido no termo.
Nos casos em que o feto ainda não atingiu uma idade gestacional segura, o manejo se concentra em controlar os sintomas para dar mais tempo de maturação ao feto. Em mulheres com hipertensão gestacional, alguns estudos identificaram que o uso de AAS infantil pode prevenir a progressão para pré-eclâmpsia/eclâmpsia e reduzir o risco de complicações associadas às doenças hipertensivas da gestação.
Mulheres com hipertensão crônica diagnosticada antes ou no início da gestação devem ser avaliadas para identificar a causa subjacente da hipertensão, bem como possíveis danos já existentes em órgãos-alvo, como coração e rins. Embora a maioria dos casos seja primária, classificada como hipertensão essencial, causas secundárias como distúrbios renais, vasculares e endócrinos também devem ser consideradas, especialmente em pacientes jovens ou refratárias ao tratamento de primeira linha. Se houver identificação de dano em órgãos ou causa subjacente, essas condições também devem ser tratadas. Mulheres com hipertensão crônica na gestação devem ser monitoradas de perto porque têm cinco vezes mais chances que as normotensas de desenvolver pré-eclâmpsia, condição muito mais grave e com riscos sérios.
Para todos os distúrbios hipertensivos da gestação, um componente fundamental do cuidado é o manejo da hipertensão associada. Isso envolve o uso de medicamentos anti-hipertensivos, bem como restrição de atividades para reduzir a pressão e o risco de acidente vascular cerebral. Em mulheres com pré-eclâmpsia ou eclâmpsia, o sulfato de magnésio é frequentemente prescrito para prevenir a ocorrência de convulsões na gestante. Durações mais curtas de tratamento com sulfato de magnésio mostram forte evidência de reduzir o tempo de uso de sonda urinária e deambulação, mas não há evidência suficiente de que reduzir o tempo de tratamento impacte no risco de convulsões ou morbidade materna/neonatal. Regimes de dose mais baixa podem reduzir riscos de superdosagem, mas há baixa evidência de que aumentem o risco de convulsões ou mortalidade em eclâmpsia.
O tratamento deve ser continuado desde o diagnóstico até várias semanas do puerpério, dado o risco aumentado de complicações logo após o parto. Uma revisão sistemática recente encontrou que o monitoramento domiciliar da pressão arterial provavelmente melhora a determinação das medidas e o acompanhamento dessas condições. Além disso, o monitoramento domiciliar reduz barreiras físicas e financeiras, diminuindo as disparidades de saúde entre pacientes negras e não negras.

## Prognóstico
Os efeitos da pressão arterial elevada durante a gravidez variam de acordo com o distúrbio e outros fatores. A pré-eclâmpsia não aumenta, em geral, o risco de uma mulher desenvolver hipertensão crônica ou outros problemas relacionados ao coração. Mulheres com pressão arterial normal que desenvolvem pré-eclâmpsia após a 20ª semana da primeira gestação apresentam complicações de curto prazo, incluindo aumento da pressão arterial, que geralmente desaparecem em cerca de seis semanas após o parto.
Mulheres que já apresentam hipertensão crônica antes da gravidez têm risco aumentado de complicações, como parto prematuro, baixo peso ao nascer ou natimorto. Mulheres que apresentam pressão alta e tiveram complicações na gestação possuem três vezes mais risco de desenvolver doença cardiovascular em comparação com mulheres com pressão normal e sem complicações na gravidez. O monitoramento da pressão arterial das gestantes pode ajudar a prevenir tanto complicações quanto doenças cardiovasculares futuras.
Apesar de a pressão alta e os distúrbios relacionados durante a gravidez poderem ser graves, a maioria das mulheres com hipertensão e aquelas que desenvolvem pré-eclâmpsia têm gestações bem-sucedidas. O acompanhamento pré-natal precoce e regular é importante para identificar e tratar distúrbios da pressão arterial. O monitoramento da pressão arterial pode ajudar a detectar precocemente a hipertensão pós-parto e até mesmo contribuir para reduzir disparidades raciais no acompanhamento médico.

## Epidemiologia
Problemas de pressão arterial elevada ocorrem em cerca de 6% a 8% de todas as gestações nos Estados Unidos, sendo aproximadamente 70% delas em primeiras gestações. Em 1998, mais de 146.320 casos apenas de pré-eclâmpsia foram diagnosticados.
Embora a proporção de gestações com hipertensão gestacional e eclâmpsia tenha permanecido estável nos Estados Unidos na última década, a taxa de pré-eclâmpsia aumentou em quase um terço. Esse crescimento se deve em parte ao aumento do número de mães mais velhas e de gestações múltiplas, em que a pré-eclâmpsia ocorre com maior frequência. Por exemplo, em 1998, as taxas de natalidade entre mulheres de 30 a 44 anos e o número de nascimentos de mulheres com 45 anos ou mais estavam nos níveis mais altos em três décadas, de acordo com o Centro Nacional de Estatísticas de Saúde. Além disso, entre 1980 e 1998, as taxas de gêmeos aumentaram cerca de 50% no total e 1.000% entre mulheres de 45 a 49 anos; as taxas de trigêmeos e outras gestações múltiplas de ordem superior cresceram mais de 400% no total e 1.000% entre mulheres na faixa dos 40 anos.